# Hemilea bipars
Hemilea bipars es una especie de insecto del género Hemilea de la familia Tephritidae del orden Diptera.

## Historia
Walker la describió científicamente por primera vez en el año 1861.